# Medetera gomwa
Medetera gomwa är en tvåvingeart som beskrevs av Daniel J. Bickel 1987. Medetera gomwa ingår i släktet Medetera och familjen styltflugor. Inga underarter finns listade i Catalogue of Life.